# Station Falaise
Station Falaise is een spoorwegstation in de Franse gemeente Falaise. Het station is gesloten.  